# Doom: The Boardgame

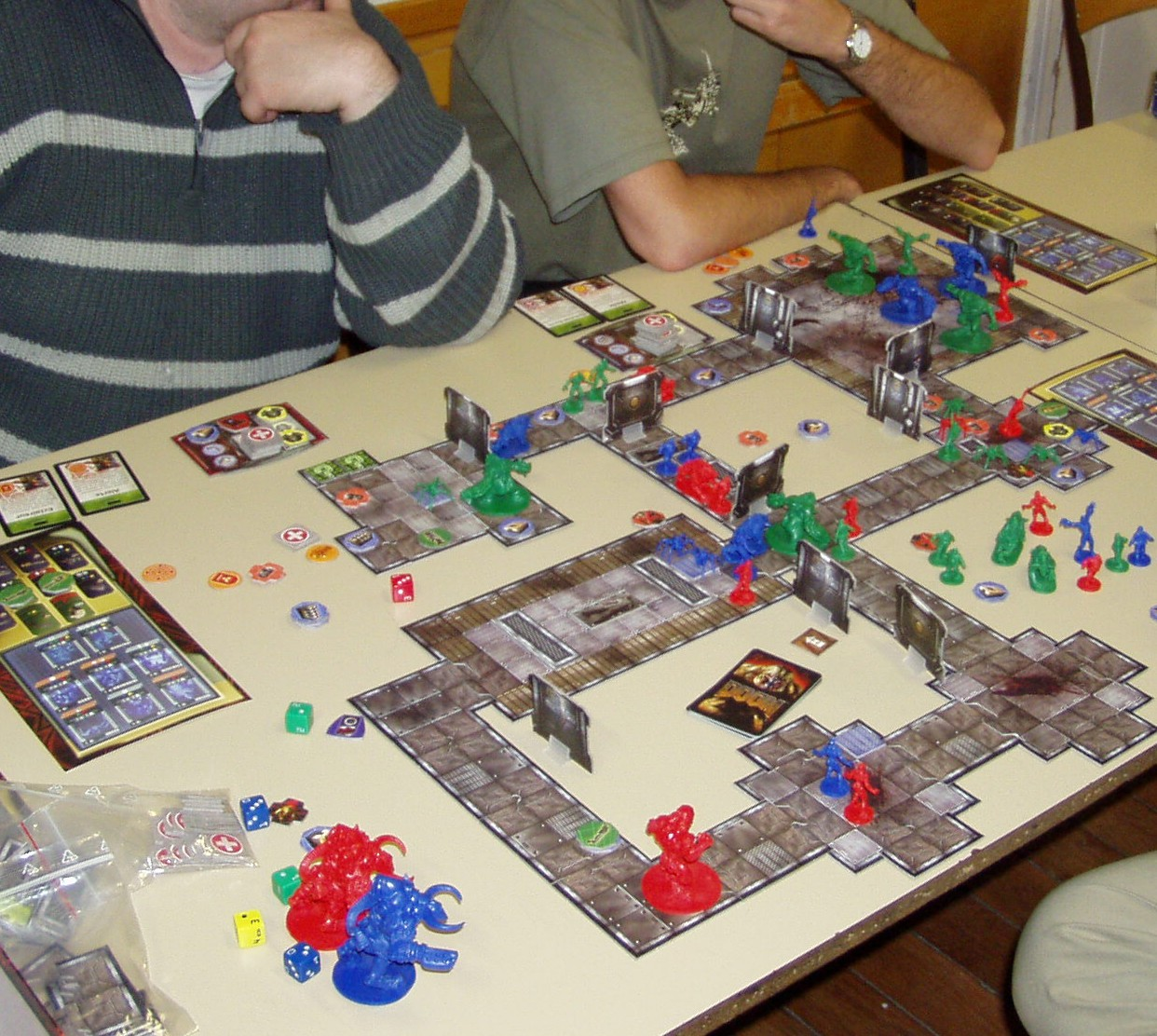
Doom-bordspel

Doom: The Boardgame is een bordspel voor twee tot vier spelers, gebaseerd op de Doom-computerspellen. Het spel is ontworpen door Kevin Wilson en gepubliceerd door Fantasy Flight Games in 2004. Het spel lijkt vooral op Doom 3.
In 2005 kwam er een uitbreidingspakket voor het spel getiteld Doom: The Boardgame Expansion Set, waarmee nieuwe moeilijkheidsniveaus, spelpionnen en andere updates aan het spel werden toegevoegd.

## Gameplay
Spelers in Doom: The Boardgame worden verdeeld in twee teams: invaders en mariniers. De invaders worden allemaal door 1 speler bediend. De overige spelers nemen elk de rol aan van een marinier.
Voordat het spel begint kiezen de spelers een scenario. Het spel bevat standaard een campaign met vijf scenario’s. Volgens het gekozen scenario wordt het bord opgebouwd en de pionnen neergezet. De invaders moeten zes punten scoren door de mariniers te doden. De mariniers moeten veilig de uitgang van het bord zien te bereiken. Als een marinier wordt gedood, spawnt hij weer acht tot zestien plaatsen van de plek waar hij werd gedood. 